# Serra de Salavés
La Serra de Salavés és una serra situada al municipi de Calders a la comarca del Moianès, amb una elevació màxima de 368 metres.